# Spodoptera evanida
Spodoptera evanida là một loài bướm đêm trong họ Noctuidae.